# Glaucium flavum

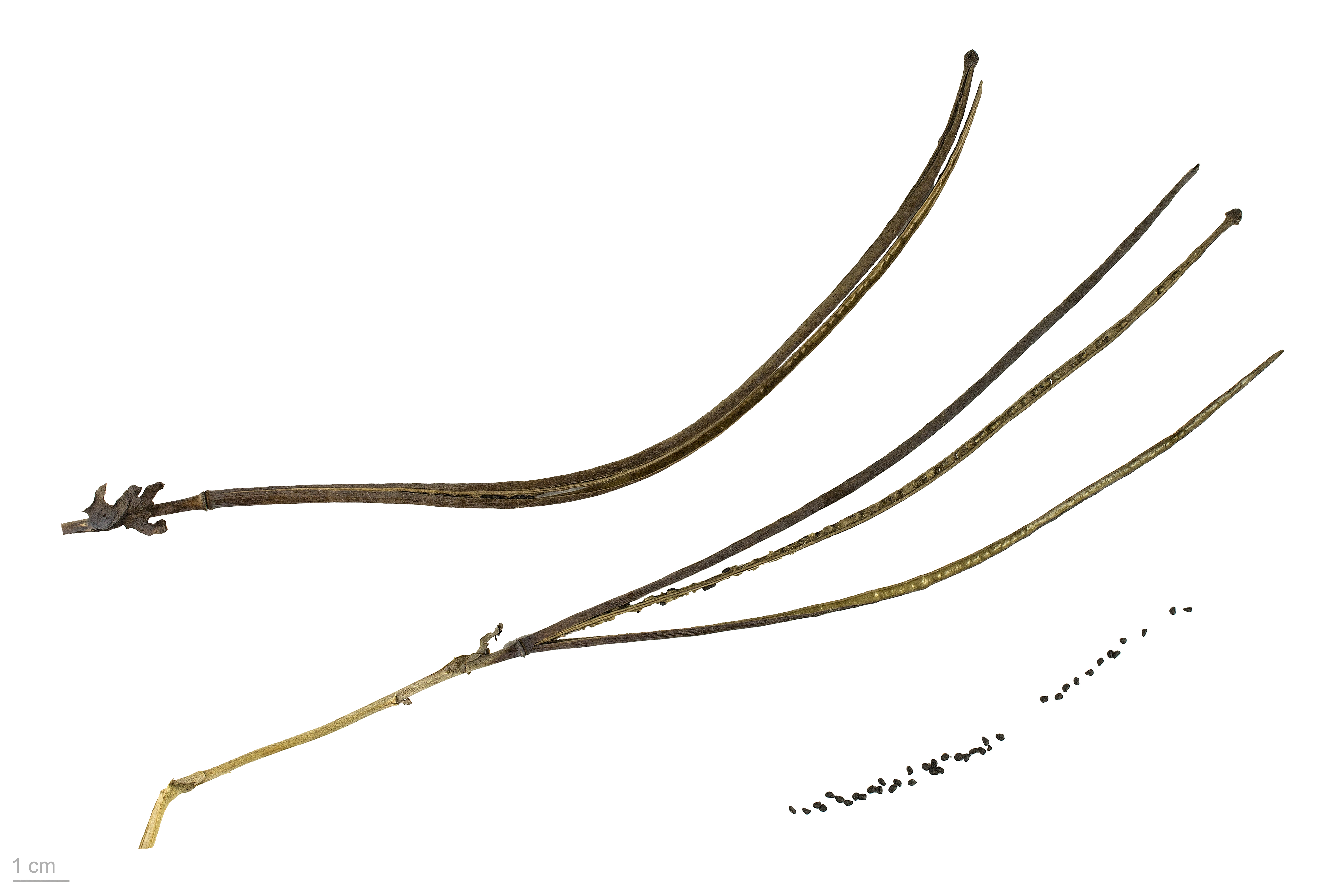
Glaucium flavum

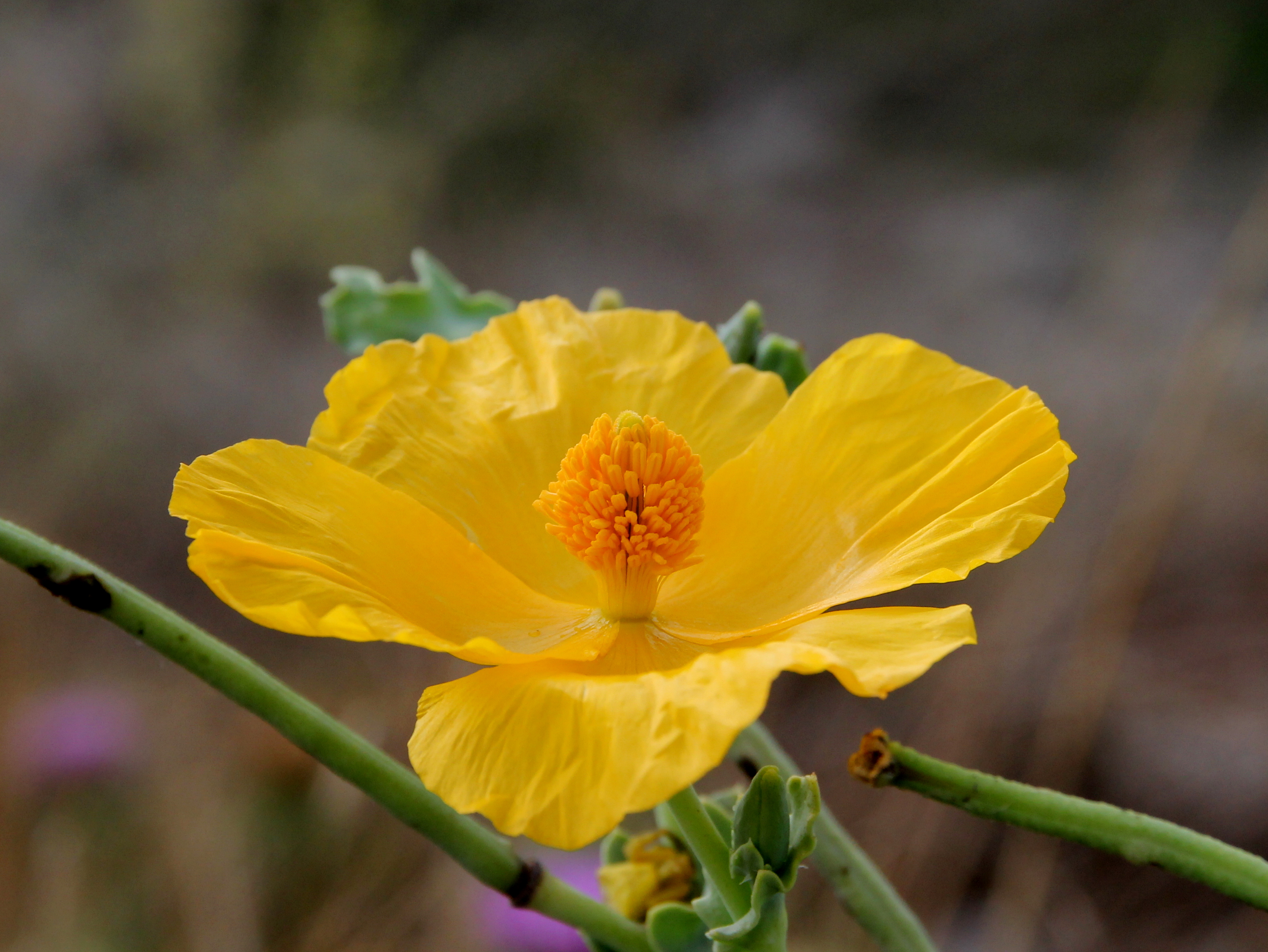
Glaucium flavum

Il papavero giallo delle sabbie (Glaucium flavum Crantz, 1763) è una pianta erbacea della famiglia delle Papaveracee, diffusa nelle zone costiere del bacino del Mediterraneo.

## Descrizione

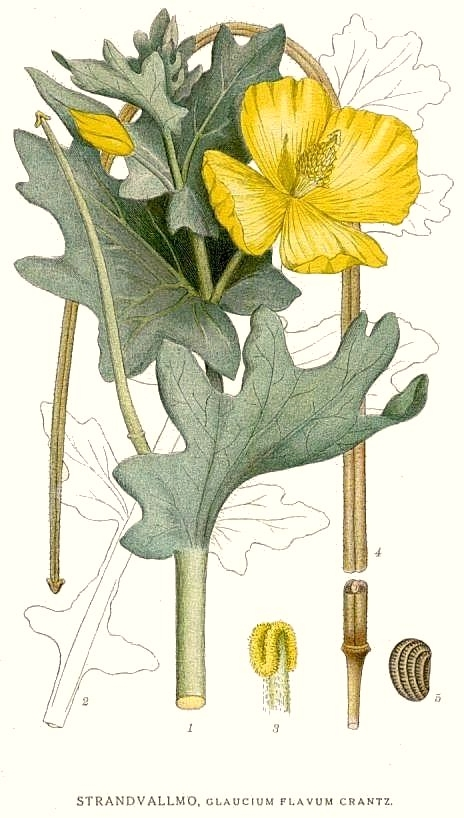

È una specie emicriptofita scaposa, biennale ma talora perennante, alta da 30 a 90 cm.
Il fusto è eretto, glabrescente, di colore verde glauco e se spezzato emette un latice denso di colore giallastro.
Le foglie sono alterne, ricoperte su entrambe le pagine di una peluria bianca, con margini lievemente ondulati. Le foglie basali, pennatosette, hanno un corto picciolo, le cauline sono sessili, progressivamente più corte e lobate.
I fiori ermafroditi e solitari, hanno un diametro di 4 –7 cm, con 2 sepali caduchi e corolla composta da 4 petali obovati, di colore giallo talvolta con sfumature arancio alla base. L'ovario è uniloculare. Fiorisce da maggio a ottobre
Il frutto è una capsula grossolanamente cilindrica, talora ripiegata a forma di corno, con una estremità a punta di freccia, lunga 15–30 cm, formato da due valve che si aprono a maturità per rilasciare i numerosi semi.

## Distribuzione e habitat
La specie è diffusa sulle coste del mar Mediterraneo ma anche nelle isole Canarie, sulla coste europee dell'Atlantico e nel canale della Manica, in Iran, dal livello del mare sino a circa 800 m di altitudine
Si tratta di una specie nitrofila, che popola le scogliere e le  dune costiere. Si può anche trovare ai margini dei campi coltivati o di terreni incolti.

## Principi attivi
La glaucina è il principale alcaloide contenuto nella pianta . Ha proprietà broncodilatatrici e antinfiammatorie,  agendo come inibitore della  fosfodiesterasi e calcio-antagonista . Per queste sue proprietà viene talora impiegata, per lo più in forma di idrocloridrato di glaucina, come sedativo della tosse . Può avere effetti collaterali come sedazione, astenia e può rivelarsi un allucinogeno in grado di stimolare sensazioni visive particolarmente colorate . Per tale caratteristica è talora utilizzata come sostanza d'abuso .